# Paul Bussières
Pour les articles homonymes, voir Bussières.
Paul Bussières est un avocat et romancier québécois né en 1943 à Normandin.

## Biographie
Il a été directeur du Conservatoire d'art dramatique de Québec durant l'année scolaire 1971-1972.
Il a été conseiller des Inuits, puis responsable des affaires gouvernementales canadiennes pour la Société inuit Makivik.

## Œuvres
- Mais qui va donc consoler Mingo ?, 1991

## Honneurs
- 1992 : Prix Molson du roman de l'Académie des lettres du Québec, Mais qui va donc consoler Mingo ?
- 1992 : Prix littéraire du CRSBP du Saguenay–Lac-Saint-Jean, Mais qui va donc consoler Mingo ?